# وايتاكيري يونايتد
وايتاكيري يونايتد (بالإنجليزية: Waitakere United)‏ هو نادي كرة قدم نيوزيلندي تأسس في العام 2004 وتم حله عام 2021. كان يلعب في الدوري النيوزيلندي الممتاز، فاز بدوري أبطال أوقيانوسيا مرتين وشارك في كأس العالم للأندية عامي 2007 و2008.